# 大河道

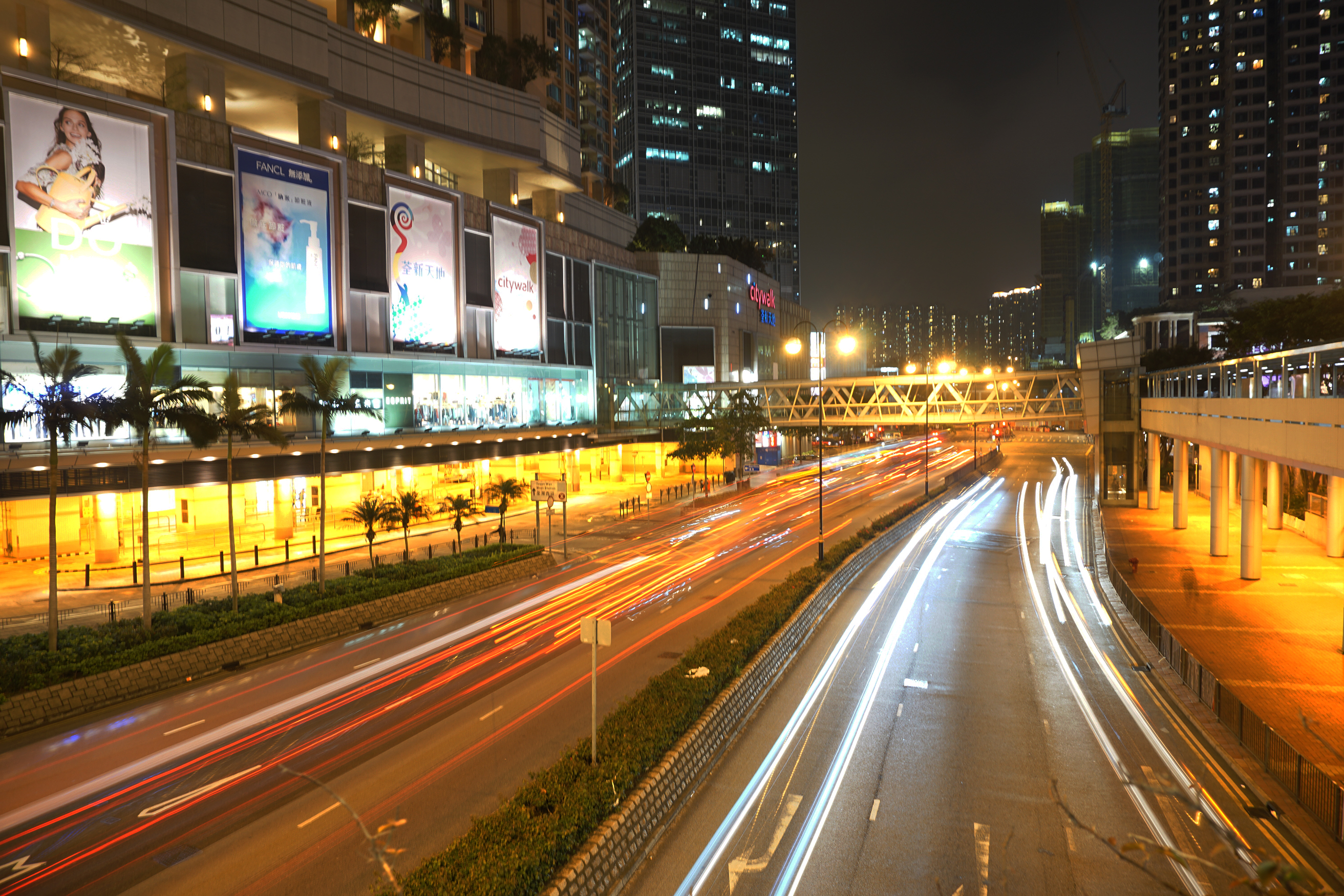
大河道夜景

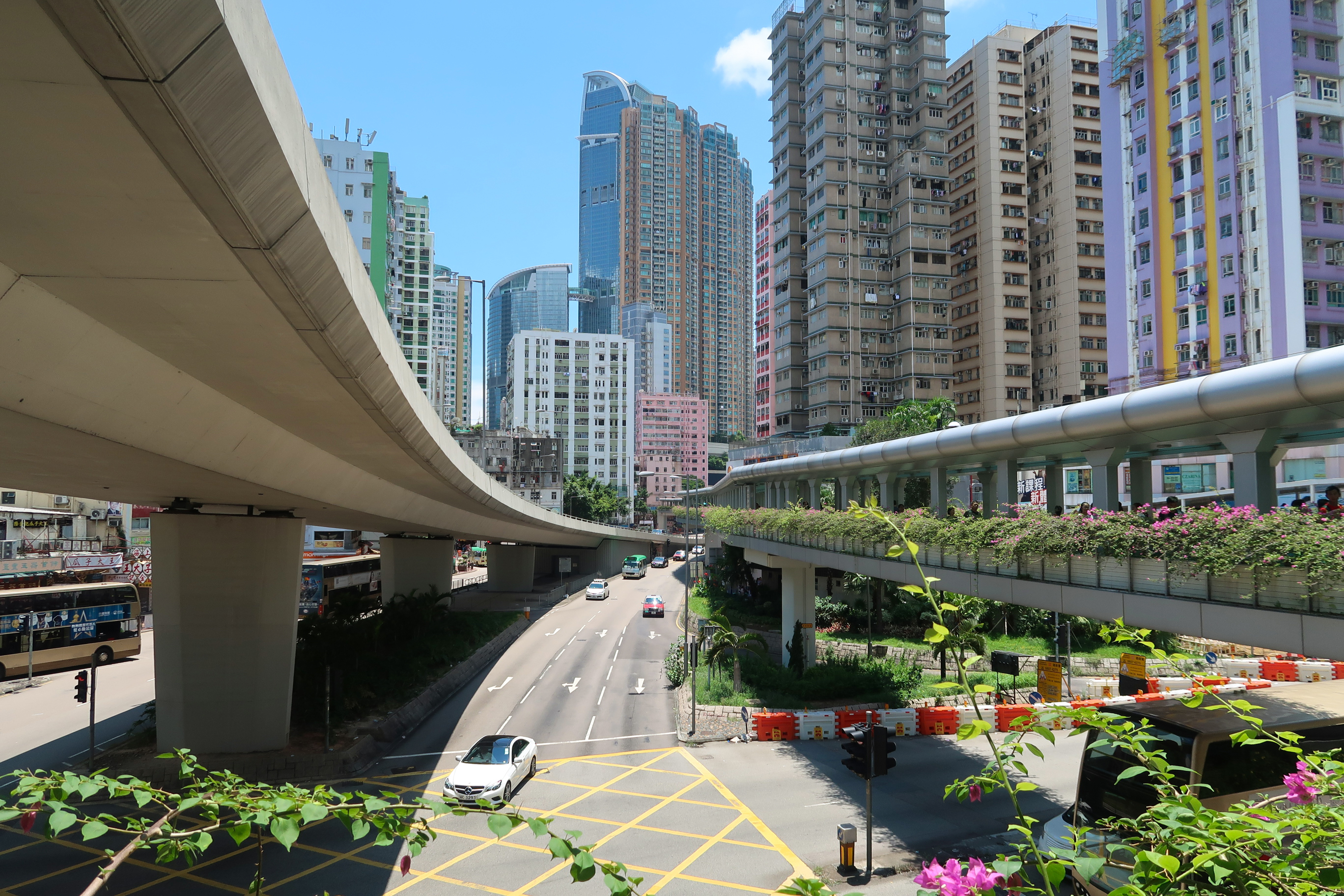
大河道近青山公路－荃灣段的十字交界

大河道（英語：Tai Ho Road）是香港新界荃灣區長1,190米的主要道路，北至西樓角路港鐵荃灣站（不包括大河道北天橋）；南抵港鐵荃灣西站旁的一個迴旋處，其中海壩街至西樓角路的一段有大河道北天橋在上，橋底則設有一個掉頭路。
大河道是荃灣市中心主要的南北走廊，荃灣行人天橋網絡由路政署新建的部份大致與大河道平行。

## 大河道北
1984年，為舒緩日益龐大的車流，以及減輕蕙荃路和德士古道的負擔，香港政府便建造一條行車天橋，以方便沙田至荃灣西約的交通來往。該座天橋北至荃錦交匯處；南至大河道近海壩街。該天橋橫跨港鐵荃灣站，以及港鐵荃灣車廠，並在鐵路和鐵路之間打柱。部份路段為四線行車。

## 交匯道路

### 大河道
- 海貴路
- 海盛路
- 楊屋道
- 沙咀道
- 海壩街
- 荃灣街市街
- 青山公路－荃灣段
- 西樓角路

### 大河道北
- 荃錦交匯處

## 交通黑點
大河道近荃灣街市街一直為行人交通意外黑點，現場曾發生多宗嚴重交通意外，最嚴重一宗發生於1994年2月12日，一名男子駕駛自動波私家車，疑誤將油門當煞車掣，失控直衝入大河道行車天橋底行人隧道，撞傷33人，車上一女子及肇事司機受傷。
另外，於2012年8月26日早上8時許，一輛龍運雙層「通天巴士」E31號路線在駛經大河道近沙咀道，懷疑車長突然昏厥，致失控先後撞倒兩名途人，並狂衝50米直撞向荃新天地商場一間臨街時裝店，共造成五人受傷。

## 鄰近
- 楊屋道
- 沙咀道
- 青山公路－荃灣段
- 荃灣大會堂
- 雅麗珊社區服務中心
- 消費者委員會[4]
- 海之戀及全·城滙（荃灣西站上蓋項目，後者原先為荃灣運輸大樓）

## 外部連結
维基共享资源上的相關多媒體資源：大河道